# Eleocharis parishii
Eleocharis parishii là loài thực vật có hoa trong họ Cói. Loài này được Britton mô tả khoa học đầu tiên năm 1889.